# Giro de Lombardía 1964
El Giro de Lombardía 1964, la 58.ª edición de esta clásica ciclista, se disputó el 17 de octubre de 1964, con un recorrido de 266 km entre Milán y Como. El vencedor final fue el italiano Gianni Motta, que se impuso en solitario en la línea de llegada. El también italiano Carmine Preziosi y al belga Jos Hoevenaers acabaron segundo y tercero respectivamente. 

## Clasificación final
| Posición | Ciclista         | Equipo                   | Tiempo  |
| -------- | ---------------- | ------------------------ | ------- |
| 1        | Gianni Motta     | Molteni                  | 6h54'00 |
| 2        | Carmine Preziosi | Pelforth-Sauvage-Lejeune | a 2'06" |
| 3        | Jos Hoevenaers   | Flandria-Romeo           | s.t.    |
| 4        | Adriano Durante  | Legnano                  | s.t.    |
| 5        | Italo Zilioli    | Carpano                  | a 2'38" |
| 6        | Michele Dancelli | Molteni                  | a 5'35" |
| 7        | Jan Janssen      | Pelforth-Sauvage-Lejeune | a 6'28" |
| 8        | Jean Marcarini   | Mercier-BP-Hutchinson    | s.t.    |
| 9        | Jo De Roo        | Saint Raphaël            | s.t.    |
| 10       | Franco Cribiori  | Gazzola                  | s.t.    |